# فرودگاه ترهرن (نورفک جنوبی)
فرودگاه ترهرن (نورفک جنوبی) (به انگلیسی: Treherne (South Norfolk Airpark)) یک فرودگاه همگانی است که یک باند فرود شن دارد و طول باند آن ۹۴۹ متر است. این فرودگاه در کشور کانادا قرار دارد و در ارتفاع ۳۶۰ متری از سطح دریا واقع شده است.